# Quốc huy Qatar
Quốc huy Qatar (tiếng Ả Rập: شعار قطر) là huy hiệu của Qatar.

## Tổng quan
Quốc huy có hình hai lưỡi gươm đỏ chéo nhau. Giữa hai thanh gươm là một con tàu đang nổi trên những làn sóng và một hòn đảo với hai cây cau. Màu chủ đạo là màu đỏ.

## Lịch sử

1976-2022
(2022-nay)